# Condusiv Technologies
Condusiv Technologies (Bis 2011: Diskeeper Corporation) ist eine US-amerikanische Softwarefirma, die ihren Sitz in Burbank in 
Kalifornien hat. Diskeeper Corporation Europe hat ihren Sitz in Crawley in England.
Das Unternehmen wurde 1981 von Craig Jensen unter dem Namen Executive Software gegründet.
Executive Software wurde um 2000 in Deutschland einem größeren Bevölkerungskreis durch die Diskussion bekannt, ob Software einer Firma eines bekennenden Mitglied der Scientology-Sekte im öffentlichen Bereich eingesetzt werden dürfe.
Nachdem Diskeeper fast zwei Jahrzehnte lang eine Position als marktführender automatischer Festplatten-Defragmentierer für Windows und OpenVMS eingenommen hatte, beschloss Executive Software, sich voll und ganz auf dieses Spitzenprodukt zu konzentrieren und den Namen des Unternehmens dementsprechend in Diskeeper Corporation zu ändern.
Zu den strategischen Partnern gehören Dell, Hewlett-Packard, Intel und Microsoft Corp. Zu den direkten Konkurrenten bei Defragmentierungssoftware gehören MyDefrag (vormals JkDefrag), Raxco Software, O&O Software, und Symantec (via Speed Disk bei den Produktfamilien Norton Utilities und Norton Systemworks).

## Produkte
Das Unternehmen entwickelt und vertreibt verschiedene Softwarelösungen. Seit vielen Jahren wichtigstes Produkt ist Diskeeper, ein Festplatten-Defragmentierer für Microsoft-Windows-Systeme. Die Version Diskeeper 2010 mit IntelliWrite soll nicht nur automatisch im Hintergrund wie die Vorgängerversionen defragmentieren, sondern auch die Entstehung von Fragmentierung aktiv während des Schreibprozesses reduzieren. Weitere Produkte sind Undelete, ein File-Recovery-Programm, mit dem sich versehentlich gelöschte Dateien wiederherstellen lassen, und V-locity, eine Lösung zur Verbesserung der Leistung virtueller Plattformen durch Defragmentierung und Synchronisation der laufenden Aktivität zwischen dem Host und verschiedenen Gastbetriebssystemen.